# 宁肃王
宁肃王，中国古代封爵之一。

## 元朝
封地在今甘肃省境内，为金印驼纽王。
- 脱脱，术赤之子拔都后裔。至大元年（1308年）封，次年赐印。